# El folklore de Chile, vol. VIII – Toda Violeta Parra
El folklore de Chile, vol. VIII – Toda Violeta Parra, conocido también como Toda Violeta Parra y Hace falta un guerrillero es un álbum de la folclorista chilena Violeta Parra, editado a fines de 1961  en vinilo por el sello Odeón. Es el octavo volumen de la colección El Folklore de Chile, en la que Violeta había editado cuatro volúmenes de manera previa.

## Error en el título
Una curiosidad que induce a errores es que en el Libro mayor de Violeta Parra escrito por Isabel Parra en 1985, aparece una discografía homologada, en que este álbum figura como: Toda Violeta Parra (El Folklore de Chile, Vol. V), siendo el verdadero nombre de este disco: Toda Violeta Parra (El Folklore de Chile, Vol. VIII). Este error es bastante posible debido al hecho de que Violeta Parra grabó los primeros cuatro volúmenes de la serie, siendo el conjunto Cuncumén quien en realidad grabó el quinto.

## Lista de canciones
- Todos los temas escritos y compuestos por Violeta Parra, excepto donde se indica

| Lado A |                                                    |                              |          |  |
| N.º    | Título                                             | Escritor(es)                 | Duración |  |
| 1.     | «Hace falta un guerrillero» (Tonada)               |                              | 3:49     |  |
| 2.     | «Veintiuno son los dolores» (Canción "golpeadita") |                              | 2:16     |  |
| 3.     | «Por la mañanita» (Tonada)                         |                              | 2:53     |  |
| 4.     | «El día de tu cumpleaños» (Chapecao)               |                              | 1:51     |  |
| 5.     | «El chuico y la damajuana» (Refalosa)              | Nicanor Parra, Violeta Parra | 2:16     |  |
| 6.     | «Yo canto la diferencia» (Canción "chicoteada")    |                              | 2:16     |  |
| 7.     | «El hijo arrepentido» (Tonada)                     | Nicanor Parra, Violeta Parra | 4:10     |  |

| Lado B |                                                                         |                             |          |  |
| N.º    | Título                                                                  | Escritor(es)                | Duración |  |
| 1.     | «Amigos tengo por ciento» (Décimas por los elementos)                   |                             | 3:12     |  |
| 2.     | «Por pasármelo Toman...» (Cueca "recortada")                            |                             | 1:37     |  |
| 3.     | «Qué te trae por aquí» (Canción tonada a lo guitarrón)                  |                             | 4:12     |  |
| 4.     | «Casamiento de negros» (Parabienes)                                     |                             | 1:44     |  |
| 5.     | «El pueblo» (Canción)                                                   | Pablo Neruda, Violeta Parra | 3:03     |  |
| 6.     | «La jardinera» (Tonada)                                                 |                             | 3:03     |  |
| 7.     | «Puerto Montt está temblando» (Décimas en contrapunto por el terremoto) |                             | 5:50     |  |

## Ediciones posteriores
Existe una reedición de 2010 con distinto título, portada y repertorio, y sin las notas explicativas, que se encuentra disponible en el mercado. Entre las compilaciones de EMI, algunas incluyen temas pertenecientes a este disco.

### Recopilatorios de EMI
Algunas de las recopilaciones editadas por EMI en CD que incluyen canciones de este disco, son:
- El folklore y la pasión (1994) incluye una versión alternativa de «Yo canto la diferencia», posiblemente extraída de las sesiones de grabación de este disco. Adicionalmente se incluye una versión alternativa de «La jardinera».[9]
- Haciendo Historia: La jardinera y su canto (1997) incluye ocho de los temas del disco: «El chuico y la damajuana», «Por la mañanita», «El hijo arrepentido», «Por pasármelo toman...», «Casamiento de negros», «Amigos tengo por ciento», «Veintiuno son los dolores» y «Puerto Montt está temblando».
- El box set Antología Violeta Parra (2012) incluye 11 de las 14 canciones, exceptuándose solo «Hace falta un guerrillero» y «Puerto Montt está temblando», aunque contiene la versión alternativa de «Yo canto la diferencia» que ya había aparecido en el CD El folklore y la pasión.

Según este detalle, solo «Hace falta un guerrillero» y la versión original de «Yo canto la diferencia» no han sido editadas a la fecha en algún CD compilatorio perteneciente a EMI.

## Reedición 2010
Con motivo de la reedición de una gran parte de la discografía de la folclorista en la compilación Obras de Violeta Parra: Musicales, visuales y poéticas lanzada durante 2010, este disco fue relanzado al mercado en formato CD. Para esta instancia, el disco fue renombrado como Hace falta un guerrillero, y se eliminó del repertorio la canción «El hijo arrepentido», por motivos desconocidos. Adicionalmente, la portada fue modificada, reemplazándose el collage de fotos original por el manuscrito de la canción homónima. También se añadieron notas del periodista David Ponce.